# Oczchamuri
Oczchamuri – osiedle typu miejskiego w Gruzji, w republice Adżarii. W 2014 roku liczyło 5355 mieszkańców.